# Сутолоцкий мост
Сутолоцкий мост — первый городской и единственный автодорожный мост через реку Сутолоку в городе Уфе.

## История
Первый городской деревянный мост построен через реку Сутолоку вскоре после строительства Уфимской крепости (южная башня с воротами которого называлась Никольская, или Сутолоцкая) для переезда на левый берег, на Усольскую и Сергиевскую горы, к Посадской, Сергиевской, и Успенской слободам. Мост многократно ремонтировался, не меняя местоположения.
М. Сомов указывал, что (на 1864) на реке находился каменный мост простой постройки.
В конце 1930-х на этом месте построен более широкий железобетонный автодорожный мост с кирпичным парапетом. В 1957 на том же месте построен нынешний мост, по которому планировалось пустить трамвай.
В 2006 река канализирована в железобетонный прямоугольный коллектор длиной 300 м, и прежнее русло и коллектор засыпаны грунтом до уровня моста — на пересечении пяти улиц (Пугачёва, Сочинской, Менделеева, Посадской и Октябрьской Революции) возникла ровная площадка; также убрана ограда моста.

## Галерея

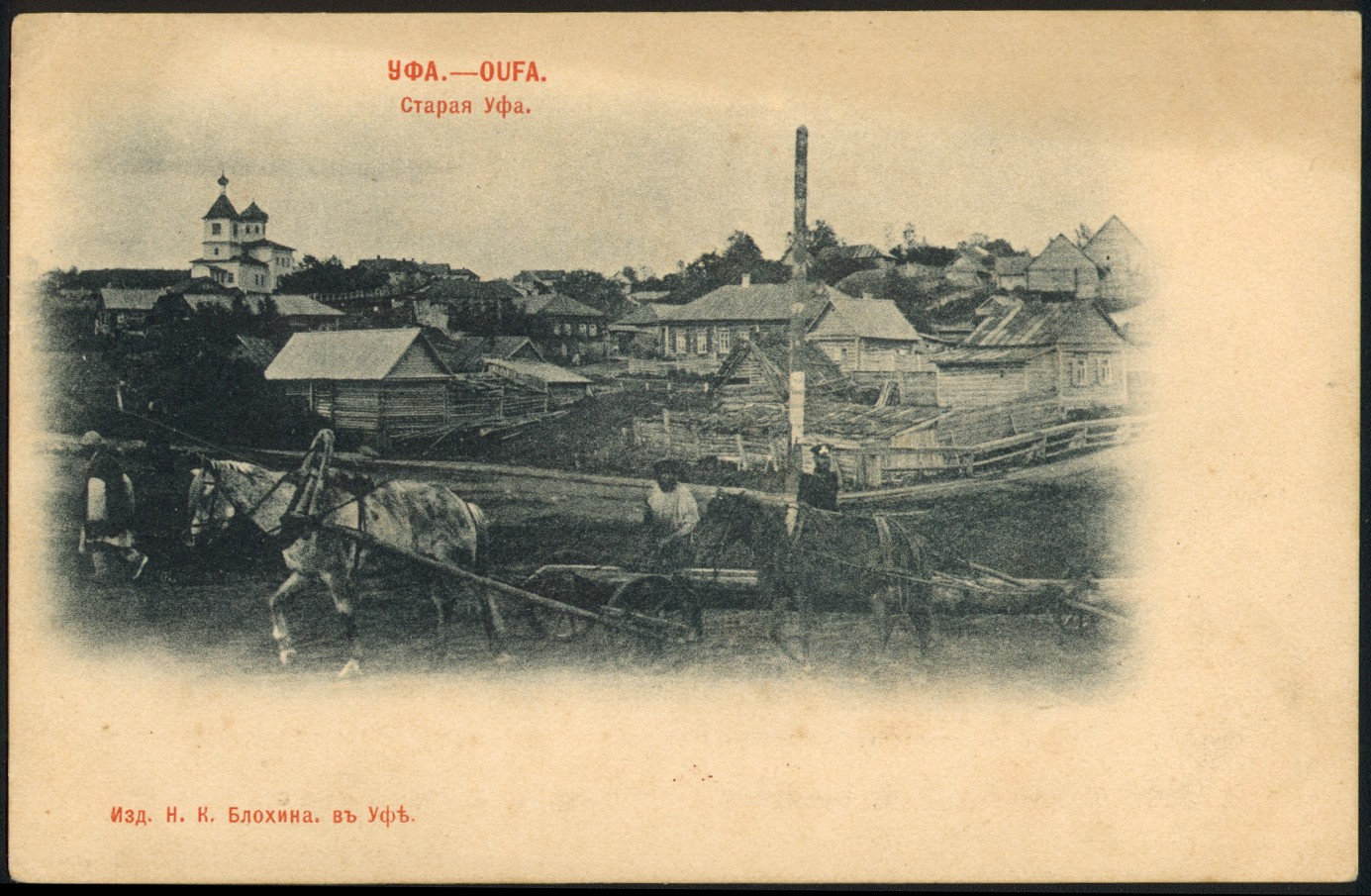
Старая Уфа. Сергиевская церковь и Большая Сергиевская улица на заднем плане.
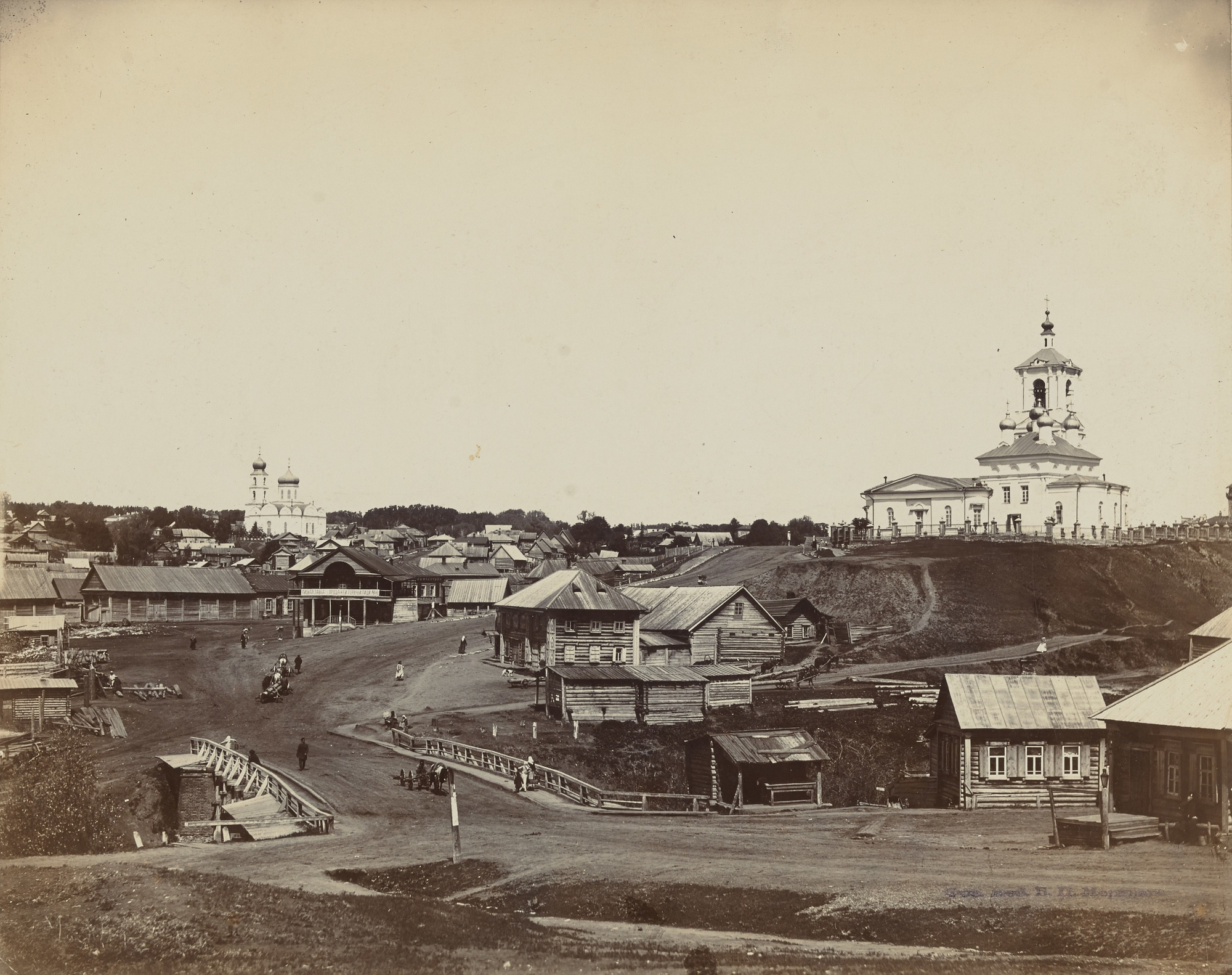
Вид на мост и Троицкую церковь (Смоленский собор)
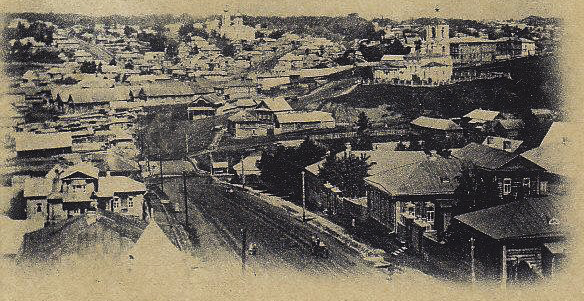
Вид с Уфимского Благовещенского монастыря